# 계통명
계통명(系統名, 영어: systematic name)은 특정 집단 또는 집합에서 하나의 고유한 그룹, 개체, 대상, 화학 물질에 계통적으로 부여된 명칭이다. 계통명은 일반적으로 명명법의 일부이다.
반계통명(半系統名, 영어: semisystematic name) 또는 반관용명(半慣用名, 영어: semitrivial name)은 최소한 하나의 계통적인 부분과 최소한 하나의 관용적인 부분이 있는 명칭이다.
계통명을 만드는 것은 각 개체에 접두사 또는 번호를 부여하는 것처럼 간단할 수도 있고(이 경우 번호 매기기 체계의 한 유형), 이름에 개체의 전체 구조를 인코딩하는 것처럼 복잡할 수도 있다. 많은 시스템은 명명된 개체에 대한 일부 정보를 추가 시퀀스 번호와 결합하여 고유 식별자로 만든다.
계통명은 보통 계통 명명 시스템을 만들기 전에 부여된 일반명과 공존한다. 예를 들어 많은 일반적인 화학 물질들은 화학자들조차도 여전히 일반명이나 관용명으로 언급하고 있다.

## 화학에서
화학에서 계통명은 화학 물질의 화학 구조를 설명함으로써 화학적 특성에 대한 정보를 제공한다.
IUPAC에서 발행한 화학 용어 개요는 계통명을 "숫자 접두어가 있거나 없는 특수하게 만들어지거나 선택한 음절로 구성된 이름(예: 펜테인, 옥사졸)"으로 정의한다. 그러나 관용명이 화합물 명명법의 일부가 되면 물질의 계통명 또는 그 일부가 될 수 있다. 관용명이 기원인 일부 계통명의 예로는 벤젠(사이클로헥사트라이엔)이나 글리세롤(트라이하이드록시프로페인)이 있다.

## 예
다음은 표준화된 계통명 또는 반계통명이다.
- 계통적 원소명 (IUPAC 지침에 따른)
- 화합물 명명법 (IUPAC 지침에 따른)
- 이명법 – 칼 폰 린네가 고안함
- 천문 명명 규칙 (국제천문연맹에서 관리)
- 유전자 명명법 (인간 유전자 명명법 위원회의 절차에 따름)
- 단백질의 목록
- 국제광물학연합에서 인정한 광물의 목록 (국제광물학연합에서 관리)
- 단일클론항체의 명명법

## 같이 보기
- 분류학
- 원소 (화학)
- 화합물
- 국제 과학 용어
- 계통명에 일반적으로 사용되는 라틴어 및 그리스어 단어의 목록
- 이름
- 이름공간
- 명명 규칙
- 번호 매기기 체계
- 보유명